# Palazzo Corner Contarini dei Cavalli
Palazzo Corner Contarini dei Cavalli è un palazzo di Venezia, ubicato nel sestiere di San Marco, affacciato sul lato sinistro del Canal Grande, tra il rio di San Luca e Palazzo Grimani da un lato e Palazzo Tron e Palazzetto Tron Memmo dall'altro. Di fronte si trova il Palazzo Papadopoli.

## Storia
La costruzione dell'attuale fabbricato risale presumibilmente verso la metà del Quattrocento ma nel 1310 il precedente palazzo venne bollato con il cosiddetto "marchio d'infamia", riservato ai traditori dello Stato perché i loro proprietari presero parte alla fallita congiura di Baiamonte Tiepolo contro la Repubblica di Venezia.
Tra gli uomini illustri che vi soggiornarono ci fu il condottiero Bartolomeo d'Alviano verso i primi del Cinquecento.
La proprietà del palazzo passò per matrimonio alla famiglia Contarini nel 1521 e la mantennero fino al 1830 quando venne venduta alla famiglia Mocenigo; dopo di loro passò successivamente agli Ulbricht, ai Cavalieri e ai Ravenna. Attualmente il palazzo ospita alcuni uffici del Ministero della Giustizia.

## Descrizione
La costruzione è ascrivibile allo stile gotico fiorito veneziano ma presenta nei vari piani differenti stili architettonici in quanto nei secoli fu soggetto a varie ristrutturazioni. Il pianterreno presenta un bugnato di stile seicentesco con una porta d'acqua centrale fatta a serliana; il piano nobile mantiene l'aspetto originario con una esafora ad archi trilobati sormontati da quadrilobi e monofora laterale che richiamano lo stile della facciata di Palazzo Ducale mentre il secondo piano, che è una sopraelevazione ottocentesca, si sviluppa con una trifora, di cui quella centrale più larga rispetto alle altre, e due coppie di monofore laterali con archi a tutto sesto. Tutte le aperture sono provviste di balconcino di forma aggettante, tranne i due laterali della polifora del piano nobile.
La denominazione aggiuntiva "dei Cavalli" è dovuta alla presenza nel primo piano di due grandi scudi del XV secolo che riproducono dei cavalli.

Particolari della facciata nelle foto di Paolo Monti
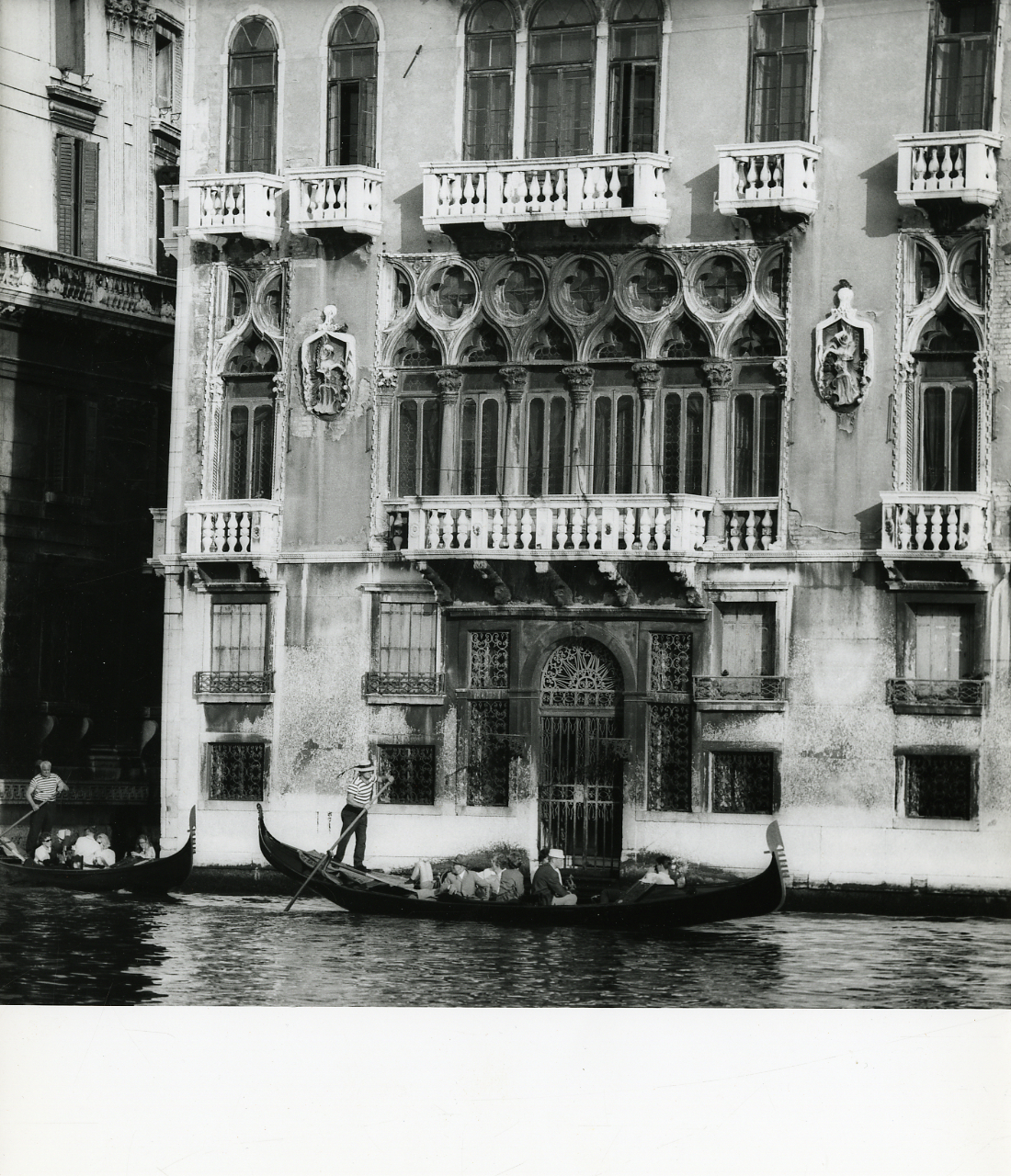
1968
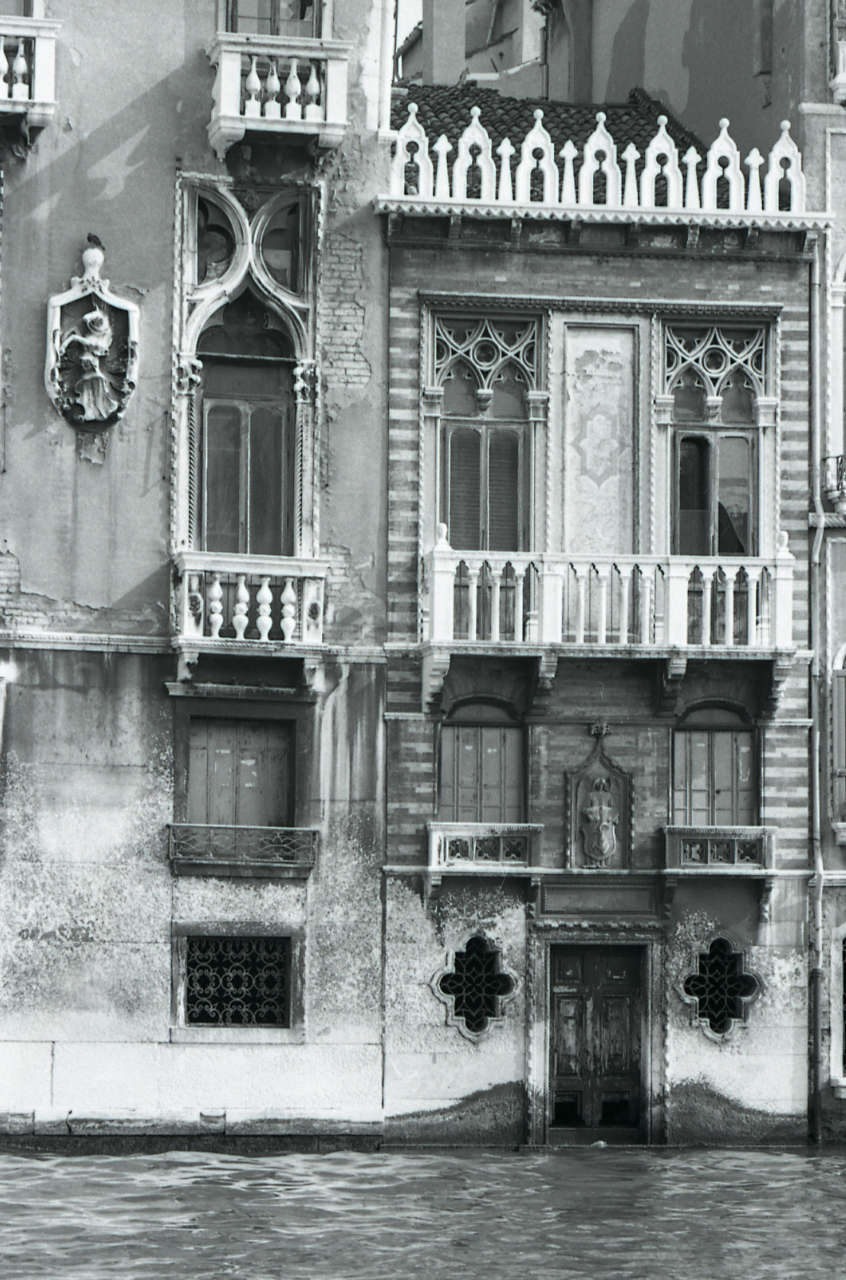
1969